# Форешть (комуна)
Форешть, Форешті (рум. Forăști) — комуна у повіті Сучава в Румунії. До складу комуни входять такі села (дані про населення за 2002 рік):
- Анточень (346 осіб)
- Боура (590 осіб)
- Маноля (921 особа)
- Онічень (1025 осіб)
- Рошіорі (366 осіб)
- Руші (430 осіб)
- Уйдешть (190 осіб)
- Форешть (625 осіб)
- Цолешть (427 осіб)

Комуна розташована на відстані 325 км на північ від Бухареста, 37 км на південний схід від Сучави, 87 км на захід від Ясс.

## Населення
За даними перепису населення 2002 року у комуні проживали 4920 осіб.
Національний склад населення комуни:
| Національність   | Кількість осіб | Відсоток |
| ---------------- | -------------- | -------- |
| румуни           | 3998           | 81,3%    |
| росіяни-липовани | 844            | 17,2%    |
| цигани           | 76             | 1,5%     |
| угорці           | 1              | < 0,1%   |
| українці         | 1              | < 0,1%   |

Рідною мовою назвали:
| Мова       | Кількість осіб | Відсоток |
| ---------- | -------------- | -------- |
| румунська  | 4022           | 81,7%    |
| російська  | 839            | 17,1%    |
| циганська  | 57             | 1,2%     |
| угорська   | 1              | < 0,1%   |
| українська | 1              | < 0,1%   |

Склад населення комуни за віросповіданням:
| Релігія       | Кількість осіб | Відсоток |
| ------------- | -------------- | -------- |
| православні   | 3872           | 78,7%    |
| старообрядці  | 844            | 17,2%    |
| п'ятдесятники | 20             | 0,4%     |
| баптисти      | 4              | 0,1%     |